# 白川町立切井小学校
白川町立切井小学校 （しらかわちょうりつ　きりいしょうがっこう）は、かつて岐阜県加茂郡白川町に存在した公立小学校。

## 概要
- 白川町切井（旧・加茂郡蘇原村大字切井）が校区であった。1980年、三川小学校、赤河小学校と統合。蘇原小学校の新設により廃校。
- 切井中学校を併設し、切井小中学校とも称した。
- 2018年現在、跡地は蘇原保育園、切井体育館などになっている。

## 沿革
- 1873年（明治6年） - 切井村に礼耕義校として開校。
- 1880年（明治13年） - 切井小学校に改称する。
- 1886年（明治19年） - 切井簡易科小学校に改称する。
- 1888年（明治21年） - 切井尋常小学校に改称する。
- 1889年（明治22年） - 切井村、赤河村、三川村が合併し、蘇原村が発足。
- 1891年（明治24年） - 切井尋常高等小学校に改称する。
- 1941年（昭和16年）4月1日 - 切井国民学校に改称する。
- 1947年（昭和22年）
  - 4月1日 - 蘇原村立切井小学校に改称する。
  - 　11月 - 蘇原中学校切井分校を切井小学校に併設する。
- 1956年（昭和31年）9月30日 - 白川町、佐見村、黒川村、蘇原村が合併して白川町が発足。同時に白川町立切井小学校に改称する。
- 1980年（昭和55年）3月31日 - 統合により閉校。